# Rita Mahato
Rita Mahato (Nepali रीता महतो, geb. 1975) ist eine nepalesische Menschenrechtlerin.

## Leben
Mahato wurde in einem patriarchalischen und sozial benachteiligten Umfeld in Südost-Nepal, nahe der Grenze zu Indien, geboren. Traditionell wurden Mädchen in Nepal zur angeblichen Erlangung von Gottes Wohlwollen früh verheiratet, oft vor der Pubertät. Diesem Brauch folgend wurde Mahato bereits in der fünften Klasse verheiratet und zog zur Familie ihres Mannes; in dieser neuen Umgebung wurde sie schlecht behandelt, musste hart arbeiten, wurde geschlagen und schlecht ernährt. Ein Besuch von Mitarbeitern der Menschenrechtsorganisation Women’s Rehabilitation Center (WOREC) führte zu einem Wendepunkt in ihrem Leben: Sie begann, sich zu bilden und arbeitete ab 2005 als Gesundheitsberaterin, unterstützt von ihrem Mann, trotz des Widerstands seiner Familie. Mahato lebt und arbeitet in der Region Siraha, Provinz 2 von Nepal.

## Wirken
Mahato setzte sich über mehr als viele Jahre hinweg als Menschenrechtlerin für die Rechte der Frauen in ihrer Gemeinschaft ein, insbesondere gegen Kinderehe, Mitgift, häusliche Gewalt, Polygamie, Gewalt gegen Frauen und Geschlechterdiskriminierung. Mahato engagierte sich auch während der COVID-19-Pandemie aktiv in ihrer Gemeinschaft, unterstützte die Bedürftigsten und setzte sich für Geschlechtergleichheit und die Verringerung von Ungleichheiten ein. Ihre Geschichte und ihr Erfolg inspirieren viele junge Menschen und tragen dazu bei, das Bewusstsein für die Lebensrealität von Frauen in Nepal zu schärfen.

## Auszeichnungen
Ihr Engagement brachte Mahato im Jahr 2014 den Per-Anger-Preis ein, der ihr für ihren Kampf gegen sexuelle Gewalt gegen Frauen verliehen wurde.